# Liste chronologique de jeux de tir au pistolet optique
La liste chronologique des jeux de tir au pistolet optique répertorie les jeux vidéo de tir, sur borne d'arcade ou systèmes familiaux, qui se jouent avec un pistolet optique (ou analogique) ou « par curseur ». La date indiquée correspond à la première sortie du jeu, toutes régions et plates-formes confondues. Elles n'incluent pas les jeux d'arcade traditionnels (sans support vidéo).
| Année | Titre                                     | Développeur                          | Type                   | Plate-forme (originale — adaptations)                                               |
| ----- | ----------------------------------------- | ------------------------------------ | ---------------------- | ----------------------------------------------------------------------------------- |
| 1972  | 0-4                                       | 0-4                                  | 0-4                    | 0-4                                                                                 |
| 1972  | Shooting Gallery                          | Magnavox                             | Pistolet               | Odyssey                                                                             |
| 1976  | 5-9                                       | 5-9                                  | 5-9                    | 5-9                                                                                 |
| 1976  | Sea Wolf                                  | Midway Games                         | Curseur                | Arcade — Astrocade, Commodore 64                                                    |
| 1976  | Laser Beam: Duck Hunt                     | Nintendo                             | Pistolet               | Arcade                                                                              |
| 1977  | A                                         | A                                    | A                      | A                                                                                   |
| 1977  | Desert Gun                                | Midway Games                         | Pistolet               | Arcade                                                                              |
| 1978  | B                                         | B                                    | B                      | B                                                                                   |
| 1978  | Blue Shark                                | Bally Midway                         | Pistolet               | Arcade                                                                              |
| 1978  | Sea Wolf II                               | Midway Games                         | Curseur                | Arcade — Atari 800                                                                  |
| 1982  | F                                         | F                                    | F                      | F                                                                                   |
| 1983  | SubRoc-3D                                 | Sega                                 | Pistolet               | Arcade                                                                              |
| 1983  | G                                         | G                                    | G                      | G                                                                                   |
| 1983  | Crossbow                                  | Exidy                                | Pistolet               | Arcade — Atari 2600, 7800, 8-bit, C64                                               |
| 1983  | Great Guns                                | Stern Electronics                    | Pistolet               | Arcade                                                                              |
| 1984  | H                                         | H                                    | H                      | H                                                                                   |
| 1984  | Cheyenne                                  | Exidy                                | Pistolet               | Arcade                                                                              |
| 1984  | Duck Hunt                                 | Nintendo                             | Pistolet               | NES, Arcade                                                                         |
| 1984  | Wild Gunman                               | Nintendo                             | Pistolet               | NES, Arcade                                                                         |
| 1984  | Hogan's Alley                             | Intelligent Systems                  | Pistolet               | NES, Arcade                                                                         |
| 1985  | I                                         | I                                    | I                      | I                                                                                   |
| 1985  | Combat                                    | Exidy                                | Pistolet               | Arcade                                                                              |
| 1985  | Crackshot                                 | Exidy                                | Pistolet               | Arcade                                                                              |
| 1986  | J                                         | J                                    | J                      | J                                                                                   |
| 1986  | Chiller                                   | Exidy                                | Pistolet               | Arcade                                                                              |
| 1986  | Clay Pigeon                               | Exidy                                | Pistolet               | Arcade                                                                              |
| 1986  | Empire City 1931                          | Seibu Kaihatsu                       | Curseur                | Arcade — cf. article                                                                |
| 1986  | Gumshoe                                   | Nintendo                             | Pistolet               | NES, Arcade                                                                         |
| 1987  | K                                         | K                                    | K                      | K                                                                                   |
| 1987  | Hit 'n Miss                               | Exidy                                | Pistolet               | Arcade                                                                              |
| 1987  | Operation Wolf                            | Taito                                | Pistolet               | Arcade — cf. article                                                                |
| 1987  | Shooting Zone                             | Sega                                 | Pistolet               | Arcade                                                                              |
| 1988  | L                                         | L                                    | L                      | L                                                                                   |
| 1988  | Dead Angle                                | Seibu Kaihatsu                       | Curseur                | Arcade — Master System                                                              |
| 1988  | Operation Thunderbolt                     | Taito                                | Pistolet               | Arcade — cf. article                                                                |
| 1988  | Rambo III                                 | Sega                                 | Pistolet               | Master System — Mega Drive                                                          |
| 1989  | M                                         | M                                    | M                      | M                                                                                   |
| 1989  | Battle Shark                              | Taito                                | Périscope              | Arcade                                                                              |
| 1989  | Beast Busters                             | SNK                                  | Pistolet               | Arcade — Amiga, Atari ST                                                            |
| 1989  | Mechanized Attack                         | SNK                                  | Pistolet               | Arcade — NES                                                                        |
| 1989  | To the Earth                              | Nintendo                             | Pistolet               | NES                                                                                 |
| 1989  | Wanted                                    | Sega                                 | Pistolet               | Master System                                                                       |
| 1990  | N                                         | N                                    | N                      | N                                                                                   |
| 1990  | Golly! Ghost!                             | Namco                                | Pistolet               | Arcade                                                                              |
| 1990  | Steel Gunner                              | Namco                                | Pistolet               | Arcade                                                                              |
| 1991  | O                                         | O                                    | O                      | O                                                                                   |
| 1991  | Steel Gunner 2                            | Namco                                | Pistolet               | Arcade                                                                              |
| 1991  | T2: The Arcade Game                       | Midway                               | Pistolet               | Arcade — Amiga, DOS, Master System, Mega Drive, Super Nintendo, Game Boy, Game Gear |
| 1992  | P                                         | P                                    | P                      | P                                                                                   |
| 1992  | Bazooka Blitzkrieg                        | Bandai                               | Pistolet (Super Scope) | Super Nintendo                                                                      |
| 1992  | Bubble Trouble: Golly! Ghost! 2           | Namco                                | Pistolet               | Arcade                                                                              |
| 1992  | Gunbuster                                 | Taito                                | Pistolet               | Arcade                                                                              |
| 1992  | Menacer 6-Game Cartridge                  | Sega                                 | Pistolet               | Mega Drive                                                                          |
| 1992  | X-Zone                                    | Kemco                                | Pistolet (Super Scope) | Super Nintendo                                                                      |
| 1993  | Q                                         | Q                                    | Q                      | Q                                                                                   |
| 1993  | Alien3: The Gun                           | Sega                                 | Pistolet               | Arcade                                                                              |
| 1993  | Dragongun: Firebrand, Gun of the Ark-Magi | Data East                            | Pistolet               | Arcade                                                                              |
| 1993  | Metal Combat: Falcon's Revenge            | Intelligent Systems                  | Pistolet (Super Scope) | Super Nintendo                                                                      |
| 1993  | Yoshi's Safari                            | Nintendo                             | Pistolet (Super Scope) | Super Nintendo                                                                      |
| 1994  | R                                         | R                                    | R                      | R                                                                                   |
| 1994  | Corpse Killer                             | Digital Pictures                     | Pistolet               | Mac OS, Windows, 32X, 3DO, Mega-CD, Saturn                                          |
| 1994  | Revolution X                              | Midway Manufacturing Company Acclaim | Pistolet               | Arcade, DOS, 32X, Megadrive, Super Nintendo, Saturn,Playstation                     |
| 1994  | Point Blank                               | Namco                                | Pistolet               | Arcade — PlayStation                                                                |
| 1994  | Operation Wolf 3                          | Taito                                | Pistolet               | Arcade                                                                              |
| 1994  | Tin Star                                  | Software Creations                   | Pistolet (Super Scope) | Super Nintendo                                                                      |
| 1994  | Virtua Cop                                | Sega                                 | Pistolet               | Arcade — Saturn                                                                     |
| 1995  | S                                         | S                                    | S                      | S                                                                                   |
| 1995  | Crypt Killer                              | Konami                               | Pistolet               | Arcade — PlayStation, Saturn                                                        |
| 1995  | Gunblade NY                               | Sega                                 | Pistolet               | Arcade                                                                              |
| 1995  | Time Crisis                               | Namco                                | Pistolet               | Arcade — PlayStation                                                                |
| 1996  | T                                         | T                                    | T                      | T                                                                                   |
| 1996  | Dead Eye                                  | Konami                               | Pistolet               | Arcade                                                                              |
| 1996  | House of the Dead                         | Sega                                 | Pistolet               | Arcade — Saturn, Windows                                                            |
| 1997  | U                                         | U                                    | U                      | U                                                                                   |
| 1997  | Lost World, The: Jurassic Park            | Sega                                 | Pistolet               | Arcade                                                                              |
| 1998  | V                                         | V                                    | V                      | V                                                                                   |
| 1998  | Behind Enemy Lines                        | Sega                                 | Pistolet               | Arcade                                                                              |
| 1998  | Evil Night                                | Konami                               | Pistolet               | Arcade                                                                              |
| 1998  | House of the Dead 2                       | Sega                                 | Pistolet               | Arcade — Dreamcast                                                                  |
| 1998  | Operation Tiger                           | Taito                                | Pistolet               | Arcade                                                                              |
| 1998  | Time Crisis II                            | Namco                                | Pistolet               | Arcade — PlayStation 2                                                              |
| 1999  | W                                         | W                                    | W                      | W                                                                                   |
| 1999  | L.A. Machineguns                          | Sega                                 | Pistolet               | Arcade                                                                              |
| 1999  | Point Blank 2                             | Namco                                | Pistolet               | Arcade — PlayStation                                                                |
| 1999  | Silent Scope                              | Konami                               | Pistolet               | Arcade — Dreamcast, PlayStation 2, GBA                                              |
| 1999  | Submarines                                | Namco                                | Périscope              | Arcade                                                                              |
| 1999  | Beast Busters: Second Nightmare           | SNK                                  | Pistolet               | Arcade                                                                              |
| 2000  | X                                         | X                                    | X                      | X                                                                                   |
| 2000  | Confidential Mission                      | Sega                                 | Pistolet               | Arcade — Dreamcast                                                                  |
| 2000  | Crisis Zone                               | Namco                                | Pistolet               | Arcade — PlayStation 2                                                              |
| 2000  | Silent Scope 2                            | Konami                               | Pistolet               | Arcade — PlayStation 2                                                              |
| 2001  | Y                                         | Y                                    | Y                      | Y                                                                                   |
| 2001  | Gun Mania                                 | Konami                               | Pistolet               | Arcade                                                                              |
| 2001  | Point Blank 3                             | Namco                                | Pistolet               | Arcade — PlayStation 2                                                              |
| 2001  | Silent Scope EX                           | Konami                               | Pistolet               | Arcade                                                                              |
| 2001  | Time Crisis: Project Titan                | Namco                                | Pistolet               | PlayStation                                                                         |
| 2002  | Z                                         | Z                                    | Z                      | Z                                                                                   |
| 2002  | Silent Scope 3                            | Konami                               | Pistolet               | PlayStation 2                                                                       |
| 2003  | ZZa                                       | ZZa                                  | ZZa                    | ZZa                                                                                 |
| 2003  | House of the Dead III                     | Sega                                 | Pistolet               | Arcade — Windows, Xbox                                                              |
| 2003  | Time Crisis 3                             | Namco                                | Pistolet               | Arcade — PlayStation 2                                                              |
| 2004  | ZZb                                       | ZZb                                  | ZZb                    | ZZb                                                                                 |
| 2004  | Ghost Squad                               | Sega                                 | Pistolet               | Arcade                                                                              |
| 2005  | ZZc                                       | ZZc                                  | ZZc                    | ZZc                                                                                 |
| 2005  | Cobra: The Arcade                         | Namco                                | Pistolet               | Arcade                                                                              |
| 2005  | House of the Dead 4                       | Sega                                 | Pistolet               | Arcade                                                                              |
| 2006  | ZZd                                       | ZZd                                  | ZZd                    | ZZd                                                                                 |
| 2006  | Point Blank DS                            | Namco                                | Écran tactile          | Nintendo DS                                                                         |
| 2006  | Time Crisis 4                             | Namco                                | Pistolet               | Arcade — PlayStation 3                                                              |
| 2007  | ZZd                                       | ZZd                                  | ZZd                    | ZZd                                                                                 |
| 2007  | Link's Crossbow Training                  | Nintendo                             | Pistolet               | Wii                                                                                 |
| 2015  | ZZd                                       | ZZd                                  | ZZd                    | ZZd                                                                                 |
| 2015  | Time Crisis 5                             | Namco                                | Pistolet               | Arcade                                                                              |